# Maria Emo
Répertoire
Jedermann
Maria Emo (née le 8 juin 1936 à Berlin) est une actrice autrichienne.

## Biographie
Maria Emo est la fille du réalisateur E. W. Emo et de l'actrice Anita Dorris (de). Il suit une formation de 1952 à 1954 au Séminaire Max-Reinhardt. Elle commence à Vienne au Theater in der Josefstadt et au Volkstheater. Plus tard, la femme blonde est une actrice invitée demandée pour des pièces classiques sur différentes scènes en Europe et en Amérique du Sud. Au festival de Salzbourg, elle incarne la Maîtresse de Jedermann en 1963.
Maria Emo joue peu au cinéma. Elle a de grands rôles dans des adaptations littéraires : Bel Ami en 1955, La Jeune Fille de Moorhof en 1958, Herr Puntila und sein Knecht Matti. Dans la production américaine La Vie privée d'Hitler, elle incarne Eva Braun. Elle joue davantage pour la télévision, aussi pour des adaptations.
Maria Emo est professeur à la Hochschule für Musik und Theater Hamburg.

## Filmographie
Cinéma
- 1955 : Ja, so ist das mit der Liebe
- 1955 : Bel Ami
- 1955 : Herr Puntila und sein Knecht Matti
- 1958 : La Jeune Fille de Moorhof
- 1962 : La Vie privée d'Hitler
- 1963 : Nicolas de Flue
- 1966 : Der Weibsteufel

Télévision
- 1958 : Die chinesische Mauer
- 1959 : Der Nobelpreis
- 1960 : Die Zeit und die Conways
- 1960 : Ich heiße Robert Guiscard
- 1960 : Die Stunde der Antigone
- 1960 : Die Kraft und die Herrlichkeit
- 1960 : Das Spiel vom lieben Augustin
- 1961 : Ein Tag im Leben von...
- 1962 : Der Widerspenstigen Zähmung
- 1963 : Don Juan kommt zurück
- 1963 : Karriere
- 1963 : Verkündigung
- 1964 : Die Wohnung
- 1965 : Späte Liebe
- 1965 : Leinen aus Irland
- 1966 : Auktion bei Gwendolyn
- 1966 : Woyzeck
- 1972 : Elisabeth Kaiserin von Österreich
- 1972 : Tatort: Die Samtfalle (de)
- 1975 : Turandot oder Der Kongreß der Weißwäscher
- 1978 : Heinrich Heine
- 1978 : Lady Windermeres Fächer
- 1980 : Tatort: Der gelbe Unterrock (de)
- 1983 : Der Stille Ozean
- 1987 : Orage en mai